# ۱۲۴۷ (خورشیدی)
۱۲۴۷ هزار و دویست و چهل و هفتمین سال هجری خورشیدی، سالی کبیسه است.

## زادگان
- یپرم‌خان، از رهبران نظامی ارمنی‌تبار در انقلاب مشروطیت ایران
- ۱۳ فروردین - میرزا حسن خان وثوق الدوله، سیاستمدار و رئیس الوزرای ایران در زمان احمد شاه قاجار